# Lo Grau dau Rèi
Lo Grau dau Rei (occità estàndard: Lo Grau dau Rei; occità popular: Lo Grau dau Rèi; francès oficial: Le Grau-du-Roi) és un municipi francès situat al departament del Gard i a la regió d'Occitània. L'any 2005 tenia 6.770 habitants.